# Limoncarro
Limoncarro es una localidad peruana situada en la parte occidental del país. Por división administrativa, Limoncarro pertenece al departamento de La Libertad. Su ubicación exacta es el kilómetro 7 de la carretera de penetración a Cajamarca, a unos 30 km de Pacasmayo.
Limoncarro desde los años de 1930 o 1940 fue una Hacienda perteneciente al grupo Gildemeister cuyo dueño era el alemán Juan Gildemeister, también dueño de la Hacienda Casa Grande por esa época. Limoncarro fue una de las más grandes haciendas arroceras del Perú, ya que se cultivaba más de 4000 hectáreas de dicho cereal. En los años de 1950 a 1970, a pesar de que el cultivo del arroz no estaba muy tecnificado; la producción era alta y es por ello que construyó un gran molino de arroz con silos de almacenamiento y procesamiento automático con lo cual la hacienda Limoncarro pasó a ser la más moderna del Norte. Otro aspecto que contribuyó a ese auge fue la división administrativa de la hacienda en anexos, de los cuales al este se encontraban Chafán grande y Chafán chico y al oeste, hasta el mar Faclo grande y Faclo chico. 
Posteriormente a inicios de 1970 con la reforma agraria que impulsó el gobierno de Juan Velasco Alvarado se expropiaron las haciendas y Limoncarro pasó a ser una Cooperativa, denominada Cooperativa Agraria de Producción Limoncarro Ltda. N° 258, que en los años 1980 cambió a Cooperativa Agraria de Trabajadores. Desde el inicio de la cooperativa se formaron los concejos de administración y vigilancia, siendo los primeros directivos Alfonso La Barrera Paredes, Alejandro Correa Valera, Rodolfo Tenorio Herrera, Urbano Rojas Prieto, entre otros. A partir de ese entonces la cooperativa tuvo un auge de unos 20 años, tiempo en el cual se fueron sucediendo los diferentes consejos de administración, creándose una rivalidad política donde se iban alternando los partidarios de los dos grupos mayoritarios rojos y amarillos.
Durante el auge de la cooperativa se dio impulso a la educación y el deporte, creándose el departamento de Educación, el mismo que difundía su boletín quincenal "Mensaje", el mismo que estuvo bajo la dirección de Lucio Capristán Deza y luego de José Reaño Noblecilla. En el deporte se dio impulso al vóley con el club Juana de Arco y al fútbol con el Club Independiente Limoncarro que en 1976 llegó a ser campeón de la Liga de fútbol de Guadalupe y participó en la Copa Perú. Asimismo, a finales de los 80 se apoyó la creación del Colegio Secundario Mixto Limoncarro, el cual se hizo realidad y ya ha cumplido sus bodas de plata en 2012.
En Educación, Limoncarro contaba con un Jardín de niños y una Escuela Primaria N° 81563-81 Fiscalizada II grado mixta primaria completa, la misma que por más de 30 años fue dirigida por el insigne maestro Francisco Solano Deza Alcántara, maestro ejemplar quien junto a su esposa, la también profesora Angélica Rios Saldaña fueron dando importancia a dicha escuela, acompañados por otros docentes como Elsa Rebaza Zamora, Vilma Osorio Saldaña, Betty Gutiérrez Mondoñedo, Elena Reyes, Marina Linares Cortés, Carlos Castillo Quiroz, Amelia Peralta de Obando, entre otros quienes prestaron servicios hasta los años 80, dando paso a una segunda generación de educadores.
Sin embargo, debido a los malos manejos administrativos, crisis del agro, indiferencia de los socios cooperativistas, Limoncarro sufrió una debacle económica, a tal punto que a finales de los 80 y principios de los 90 no contaba siquiera con luz eléctrica y agua potable (servicio muy restringido por horas) Toda esa situación trajo como consecuencia que la otrora cooperativa se parcelase o dividir en parcelas más o menos de 4,5 hectáreas por cada socio (que eran alrededor de 500), con lo cual el sistema cooperativo prácticamente desapareció y con ello Limoncarro se convirtió en un Centro Poblado Menor dependiente de la Municipalidad distrital de Guadalupe en la provincia de Pacasmayo.
Desde hace más de 50 años en Limoncarro se celebra la fiesta patronal en honor a San Isidro Labrador, patrón de los agricultores, en dicha fiesta patronal que tiene como día central el 15 de mayo de cada año, hay una semana de celebraciones que incluyen la novena católica, eventos deportivos, feria de juegos mecánicos, juegos de azar, y gastronomía, concentración de gallos, así como el baile social, misa, procesión fuegos artificiales, etc. fecha muy esperada cada año y que ha significado que sea considerada en el calendario distrital y provincial.
Limoncarro ofrece sus atractivos como por ejemplo el mirador desde la ex casa hacienda con una vista panorámica de la parte baja del río Jequetepeque, es muy bonito desde noviembre hasta mayo en que está todo sembrado de arroz y se puede observar las diferentes etapas de su cultivo con un crisol de colores desde el verde oscuro, verde claro, hasta el amarillo y el dorado cuando se acerca la cosecha. Asimismo, existen algunos restos arqueológicos o huacas tanto en la misma localidad como en el anexo de faclo grande que es límite de Cupisnique. También constituía un atractivo el ingenio de arroz, cuyos silos de más de 20 metros de altura se veían desde la carretera panamericana al cruzar el puente Olivares en el río Jequetepeque, pero que en la actualidad se encuentran prácticamente abandonados. 
Desde el año 2000 Limoncarro ha crecido considerablemente debido a los migrantes principalmente de la sierra Cajamarquina, con lo cual barrios como Santa Luisa, Las Palmeras, La cabaña, etc se han constituido en un conglomerado urbano de cierta importancia.
Actualmente Limoncarro y sus pobladores siguen luchando por tener una servicio de agua potable y alcantarillado ya que el que existía ha colapsado.
De las familias antiguas que se establecieron en Limoncarro desde 1940 podemos reseñar a los Ramírez, Gutiérrez, Reaño, Bravo, Saldaña, Prieto, Correa, Cabanillas, Dávalos, Mendoza, LLorca, Deza, Álvarez, Castillo, Alfaro, etc.
Entre las interesantes metas turísticas más cercanas, que existen en los alrededores de la ciudad Limoncarro, pertenece Catarata del Gocta (Perú) a aproximadamente 148 km, Yumbilla Cataratas (Perú), a cca 151 km, Parque nacional del Río Abiseo (Perú) a más o menos 249 km, Chan Chan (Perú) a aproximadamente 180 km, a cca 247 km, Parque nacional Cerros de Amotape (Perú) a más o menos 305 km, Parque nacional Huascarán (Perú) a aproximadamente 359 km, Sitio arqueológico Chavín (Perú), a cca 408 km, . Para más información sobre las cercanías de la ciudad véase el enlace Intereses alrededores a la izquierda. El aeropuerto internacional más cercano (LIM) Lima Jorge Chavez Intl Airport se encuentra a unos 654 km de la ciudad Limoncarro.